# Glossosoma dirghakantakam
Glossosoma dirghakantakam is een schietmot uit de
familie Glossosomatidae. De soort komt voor in het Oriëntaals gebied.